# Зінченко Михайло Львович
Зінченко Михайло Львович (22 травня (4 червня) 1893 р. с.Роїще Чернігівської губернії– 12 березня 1963 р. м. Дубніца над Вагом Словаччина) поручик, учасник Української революції 1917—1921 рр., старшина Армії УНР, учасник боїв за незалежність України в 1920 р.

## Служба в Російській імператорський армії
У 1912 р. 28 листопада поступив на військову службу «вольноопределяющимся» до 83-го піхотного Самурського полку (м. Ставропіль). 1 грудня 1914 р. закінчив чотирьохмісячні курси Тифліського піхотного військового училища. Був призначений командиром роти 18-го Туркестанського стрілецького полку. З 29 грудня по 12 травня 1915 р. служив в 4-у Кубанському пластунському батальйоні. З 8 вересня 1915 р. по 15 травня 1916 р. — помічником Кременчуцького етапного коменданта, з 15 травня по 16 липня 1916 р. — командиром 124-ї етапної роти. З 1 серпня 1916 р. по 21 квітня 1917 р. — в 4-у Кубанському пластунському батальйоні. Був переведений до резерву чинів штабу Київського військового округу (квітень — жовтень 1917 р.).

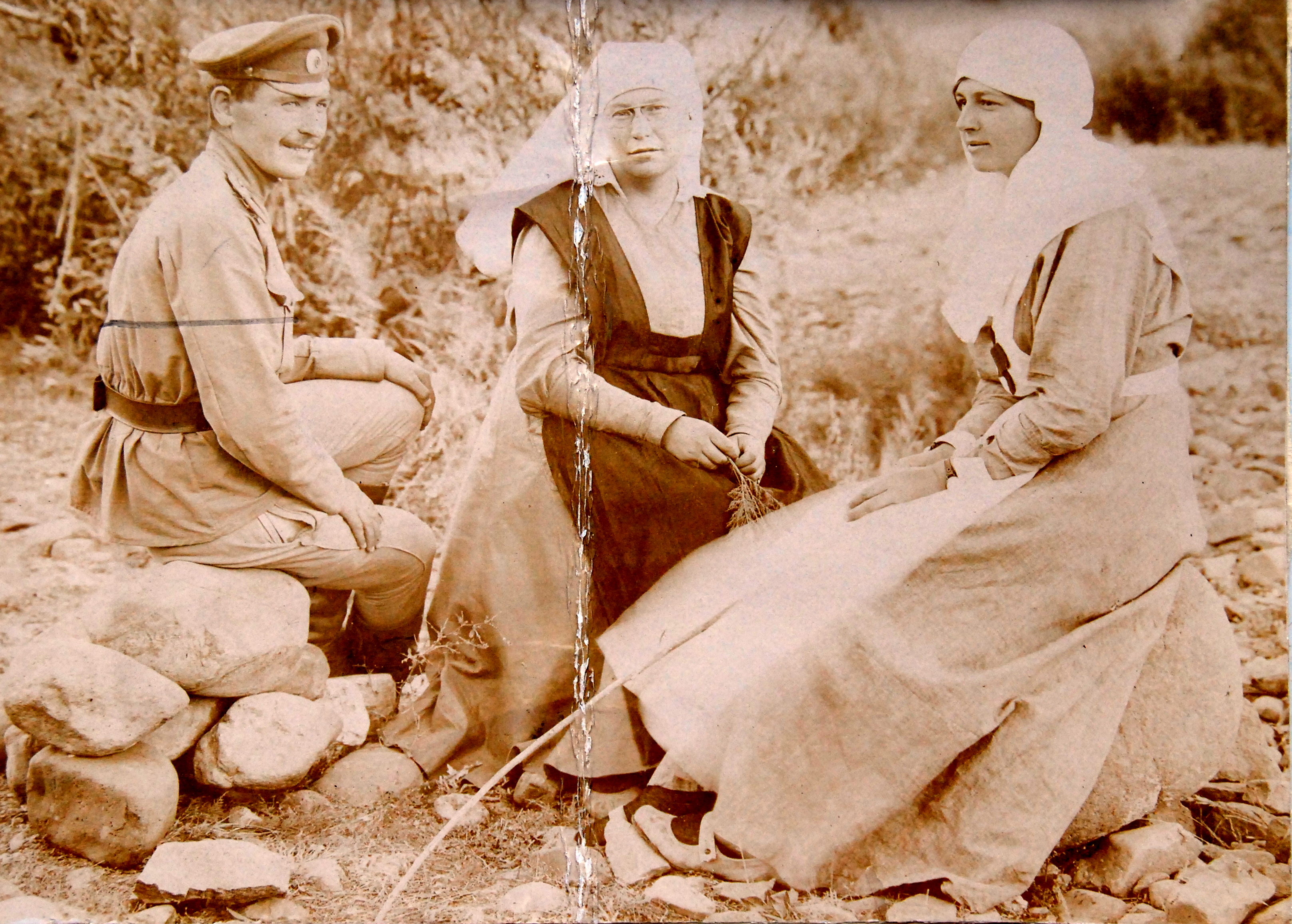
на Першій світовій війні

Брав участь в Саракамишському бою, на російсько-турецькому кордоні у с. Караурган 14 січня 1915 р., а 10 травня 1915 р. на російсько-австро-угорському кордоні у м.Сокаль.
Нагороджений орденами Святої Анни 4 ступеня з написом «За хоробрість» та Святого Станіслава 3 ступеня з мечами та бантом.
18 грудня 1917 р. був визнаний непридатним до військової служби у зв'язку з пораненням.

## Українська революція

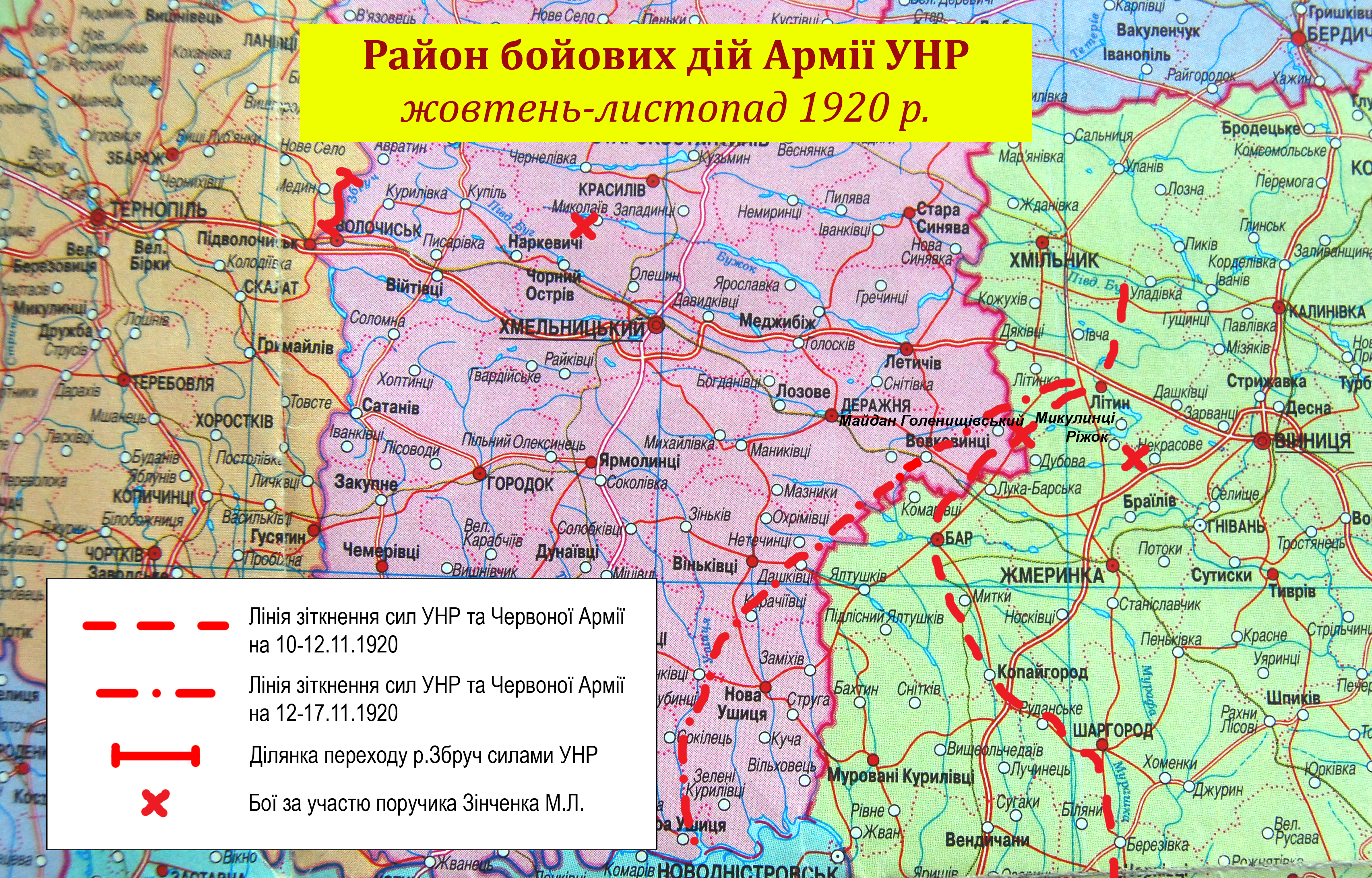
участь в боях Армії УНР восени 1920 р.

Навесні 1918 р. організував в селі Роїщі вибори делегатів на Всеукраїнський з'їзд хліборобів і брав в ньому участь.
В серпні того року вступив до Київського політехнічного інституту на сільськогосподарський факультет.
23 червня 1920 р. був заарештований «как соучасник съезда Хлеборобов апреля месяца 1918 года». І 15 липня 1920 р. комісія Чернігівськогої НК постановила відправити його до концентраційного табору до закінчення громадянської війни.
З 1 листопада 1920 р. був зарахований до запасного полку 1-ї Запорізької стрілецької дивізії, а 9 листопада — молодшим старшиною до кінної сотні штабу 2-ї стрілецької Запорізької бригади тієї ж дивізії. Брав участь в боях під Микулинецькім Ріжком (13.11.1920), Голенищенським Майданом та Миколаєвим (20.11.1920). Після інтернування був в таборі Пикуличі під Перемишлем та в таборі м. Вадовиці. У вересні 1921 р., як студент був звільнений з армії і відпущений продовжувати навчання.

## На еміграції
За стипендії Християнської асоціації молодих людей (Young Men's Christian Association (YMCA), з жовтня 1921 р. по травень 1922 р. навчався в Сільськогосподарській академії в м. Берліні. З травня 1922 р. жив у Празі. Того року 11 червня був прийнятий до Української господарської академії в Чехословаччині в м. Подебради на агрономічно-лісовий відділ на агрономічний підвідділ. В тому ж році вступив до Чеської високої школи у Празі де вивчав сільськогосподарське інженерство. 17 червня 1926 р. склав державний іспит і одержав право користуватися титулом інженер.
По закінченню навчання працював у Вігляші-Пструші. 21 лютого 1941 р. одружився з Юліаною Новак. У 1946 р. у них народилася донька Оксана. З 1949 р. по 1953 р. керував Фондом національного оновлення створеним на базі маєтків в Болешові та П'єхові. В 1953 р. переселився до м. Дубниці над Вагом де прожив решту життя. Помер 12 березня 1963 р. і похований на міському цвинтарі.
З проголошенням незалежності Української держави 30 жовтня 1997 р. його було реабілітовано. У червні 2018 року пам'ять про Михайла Зінченка було пошановано відкриттям меморіальної дошки у його рідному селі Роїщі.

## Поховання
Місце поховання поручика Зінченка Михайла Львовича на міському цвинтарі м. Дубніца над Вагом

Надгробок на могилі поручика Зінченка М. Л..
```
відео Поховання Надгробок на могилі поручика Зінченка М. Л. Dubnice nad  Váhom
```